# Iris aphylla
Iris aphylla (znana tudi kot "perunika brez listov") je vrsta iz rodu perunik, prav tako je v podrodu perunik in v oddelku perunik. Je koreninska trajnica, ki se nahaja od Azije do Evrope. Najdemo jo v Azerbajdžanu, Ruski Federaciji, na Češkem, v Nemčiji, na Madžarskem, Poljskem, v Belorusiji, Ukrajini, Bolgariji, Albaniji, nekdanji Jugoslaviji, Italiji, Romuniji in Franciji. Ima temno zelene ali svetlo zelene liste, ki pozimi odmrejo. Ima vitko steblo, z več vejami in zelenimi in vijoličastimi pljuski. Ima 3–5 velikih cvetov, v odtenkih svetlo vijolične, vijolične, temno modre, modro-vijolične in temno vijolične, ki cvetijo med pomladjo in zgodnjim poletjem. Občasno cvetijo jeseni, preden nastane semenska kapsula. Prideluje se kot okrasna rastlina v zmernih predelih. Obstaja ena znana podvrsta Iris aphylla subsp. hungarica.

## Opis
To je variabilna vrsta v naravi, zlasti v barvi cvetov, višini stebla in listov, ter dolžini cvetnega obročka.
Ima močno in debelo koreniko, z več stebelnimi popki. Korenika se vzpenja po tleh in ustvarja gosto rastline.
Ima temno zeleno ali intenzivno zelene liste, ki se dvigajo neposredno iz korenike. Kasneje bledijo v sivo-zeleno barvo. V bazi so pogosto vijolični.
Zrastejo lahko med 15–45 cm in so široke med 2 in 3 cm. Zunanji listi so običajno krajši od notranjih listov.  Včasih so daljši tudi od cvetnih stebel. Pozimi listi odmrejo in tako je rastlina brez listov. Včasih puščajo tudi golo steblo. Zato se pojavlja skupno ime brezlistna perunika. V marcu, listi spet zrastejo.
Ima vitko steblo, ki lahko zraste do 6,5–30 cm. Zelo občasno lahko dosežejo med 50–70 cm. Včasih so enake višine kot listi včasih pa so krajši od Iris germanica, ki ima daljše liste kot steblo.